# Višprije
Višprije (nemško Weißbriach) je naselje občine Višprijska dolina v okraju Šmohor na Koroškem v Avstriji.